# Olympische Sommerspiele 1900/Leichtathletik – 100 m (Männer)
Der 100-Meter-Lauf der Männer bei den Olympischen Spielen 1900 in Paris wurde am 14. Juli 1900 im Croix Catelan ausgetragen. Es nahmen insgesamt 20 Sportler teil. Die Vorrunde wurde in sechs Läufe mit je drei bis vier Sportlern aufgeteilt. Wie im 60-Meter-Lauf und wie schon 1896 waren die Laufbahnen durch Seile in Höhe der Waden voneinander getrennt.
Es gab einen US-amerikanischen Doppelsieg durch Frank Jarvis als Gewinner und Walter Tewksbury als Zweitplatziertem. Dritter wurde wie am nächsten Tag über 60 Meter der Australier Stan Rowley.

## Rekorde
Die folgende Liste enthält die Rekorde, wie sie vor den Olympischen Spielen waren. Alle Weltrekorde sind inoffiziell.
| Weltrekord         | 10,8 s | Luther Cary           | USA            | Paris (FRA)             | 4. Juli 1891       |
| Weltrekord         | 10,8 s | Cecil Lee             | Großbritannien | Brüssel (BEL)           | 25. September 1892 |
| Weltrekord         | 10,8 s | Étienne De Re         | Belgien        | Brüssel (BEL)           | 4. August 1893     |
| Weltrekord         | 10,8 s | L. Atcherley          | Großbritannien | Frankfurt am Main (GER) | 13. April 1895     |
| Weltrekord         | 10,8 s | Harry Beaton          | Großbritannien | Rotterdam (NED)         | 28. August 1895    |
| Weltrekord         | 10,8 s | Harald Anderson-Arbin | Schweden       | Helsingborg (SWE)       | 9. August 1896     |
| Weltrekord         | 10,8 s | Isaac Westergren      | Schweden       | Gävle (SWE)             | 11. September 1898 |
| Weltrekord         | 10,8 s | Isaac Westergren      | Schweden       | Gävle (SWE)             | 10. September 1899 |
| Olympischer Rekord | 11,8 s | Thomas Burke          | USA            | Athen (GRE)             | 6. April 1896      |

Folgende Rekorde wurden bei diesen Olympischen Spielen über 100 Meter gebrochen oder eingestellt:
| OR  | 11,4 s | Arthur Duffey    | USA | Vorlauf 1, 14. Juli     |
| ORe | 11,4 s | Walter Tewksbury | USA | Vorlauf 2, 14. Juli     |
| WRe | 10,8 s | Frank Jarvis     | USA | Vorlauf 3, 14. Juli     |
| WRe | 10,8 s | Walter Tewksbury | USA | 2. Halbfinale, 14. Juli |

## Medaillen
Wie schon bei den I. Olympischen Spielen vier Jahre zuvor gab es jeweils eine Silbermedaille für den Sieger und Bronze für den zweitplatzierten Athleten. Der Sportler auf Rang drei erhielt keine Medaille.

## Ergebnisse
14. Juli 1900
Die besten zwei aus jedem Lauf – hellblau unterlegt – erreichten die drei Semifinals mit je vier Teilnehmern.

### Vorrunde

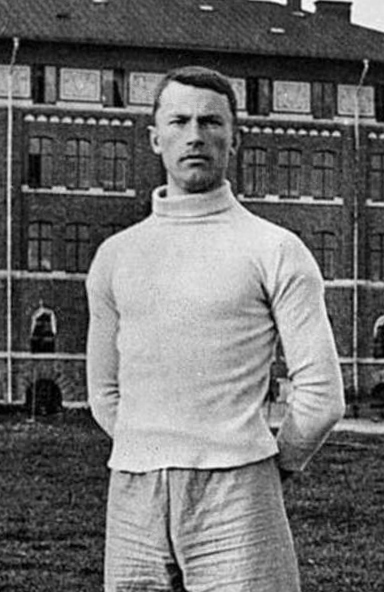
Isaac Westergren – ausgeschieden im fünften Vorlauf

| Platz | Name              | Land | Zeit      |           |
| ----- | ----------------- | ---- | --------- | --------- |
| 1     | Arthur Duffey     | USA  | 11,4 s    | OR        |
| 2     | Frederick Moloney | USA  | 11,5 s    | geschätzt |
| 3     | Václav Nový       | BOH  | unbekannt |           |

| Platz | Name             | Land | Zeit      |           |
| ----- | ---------------- | ---- | --------- | --------- |
| 1     | Walter Tewksbury | USA  | 11,4 s    | ORe       |
| 2     | Thaddeus McClain | USA  | 11,4 s    | geschätzt |
| 3     | Pál Koppán       | HUN  | unbekannt |           |

| Platz | Name            | Land | Zeit      |           |
| ----- | --------------- | ---- | --------- | --------- |
| 1     | Frank Jarvis    | USA  | 10,8 s    | WRe       |
| 2     | Stan Rowley     | AUS  | 10,9 s    | geschätzt |
| 3     | Umberto Colombo | ITA  | unbekannt |           |
| 4     | Julius Keyl     | GER  | unbekannt |           |

| Platz | Name            | Land | Zeit      |           |
| ----- | --------------- | ---- | --------- | --------- |
| 1     | Clark Leiblee   | USA  | 11,4 s    |           |
| 2     | Kurt Doerry     | GER  | 11,5 s    | geschätzt |
| 3     | Johannes Gandil | DEN  | unbekannt |           |

| Platz | Name             | Land | Zeit      |           |
| ----- | ---------------- | ---- | --------- | --------- |
| 1     | Norman Pritchard | IND  | 11,4 s    |           |
| 2     | Edmund Minahan   | USA  | 11,5 s    | geschätzt |
| 3     | Ernő Schubert    | HUN  | unbekannt |           |
| 4     | Isaac Westergren | SWE  | unbekannt |           |

| Platz | Name              | Land | Zeit      |           |
| ----- | ----------------- | ---- | --------- | --------- |
| 1     | Charles Burroughs | USA  | 11,0 s    |           |
| 2     | Dixon Boardman    | USA  | 11,2 s    | geschätzt |
| 3     | Henry Slack       | USA  | unbekannt |           |

### Halbfinale
14. Juli 1900
Aus dem Semifinals erreichten die jeweils Besten – hellblau unterlegt – sofort das Finale, während die Zweit- und Drittplatzierten – rot unterlegt – in einer Hoffnungsrunde eine erneute Chance für das Erreichen des Endlaufs bekamen.

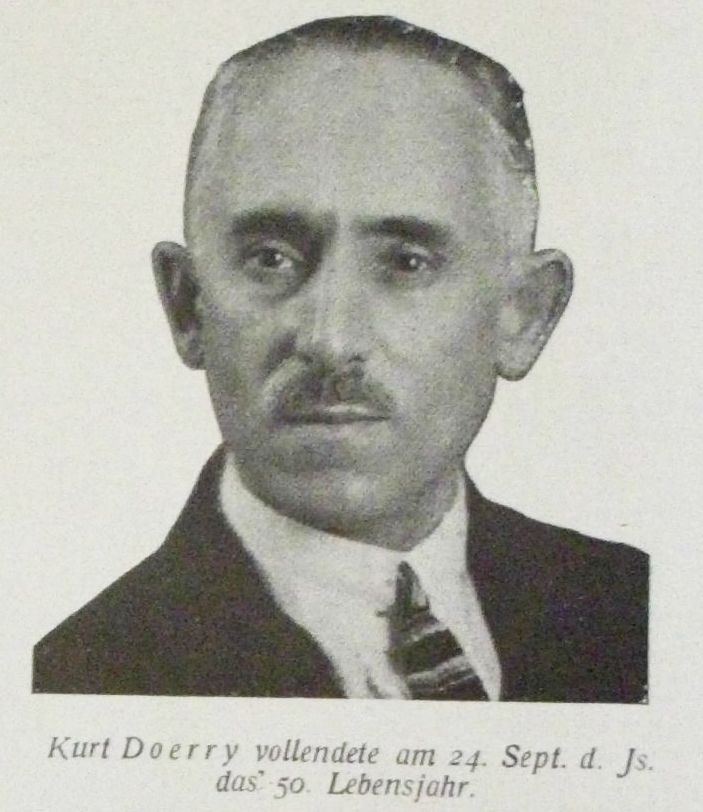
Kurt Doerry (hier im Jahr 1924) – ausgeschieden im zweiten Halbfinale

| Platz | Name              | Land | Zeit      |           |
| ----- | ----------------- | ---- | --------- | --------- |
| 1     | Arthur Duffey     | USA  | 11,0 s    |           |
| 2     | Stan Rowley       | AUS  | 11,2 s    | geschätzt |
| 3     | Charles Burroughs | USA  | unbekannt |           |
| 4     | Dixon Boardman    | USA  | unbekannt |           |

| Platz | Name              | Land | Zeit      |           |
| ----- | ----------------- | ---- | --------- | --------- |
| 1     | Walter Tewksbury  | USA  | 10,8 s    | WRe       |
| 2     | Clark Leiblee     | USA  | 10,9 s    | geschätzt |
| 3     | Frederick Moloney | USA  | unbekannt |           |
| –     | Kurt Doerry       | GER  | DNF       |           |

| Platz | Name             | Land | Zeit      |           |
| ----- | ---------------- | ---- | --------- | --------- |
| 1     | Frank Jarvis     | USA  | 11,2 s    |           |
| 2     | Thaddeus McClain | USA  | 11,3 s    | geschätzt |
| 3     | Norman Pritchard | IND  | unbekannt |           |
| 4     | Edmund Minahan   | USA  | unbekannt |           |

### Hoffnungsrunde

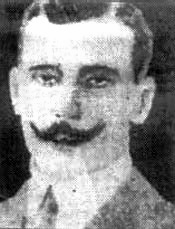
Norman Pritchard – ausgeschieden als Zweiter
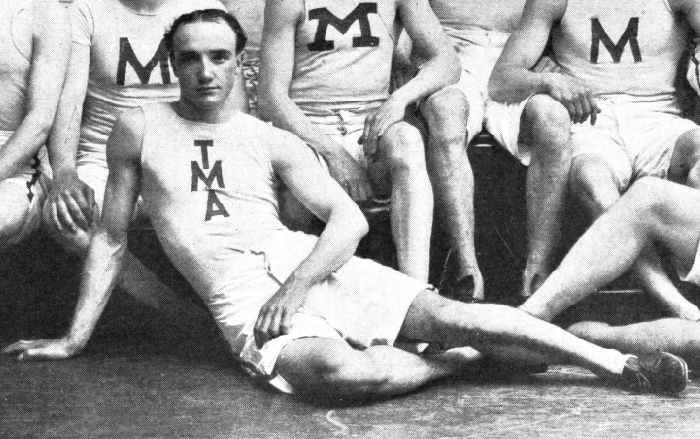
Clark Leiblee – ausgeschieden als Dritter

14. Juli 1900
Nur der Sieger dieses Hoffnungslaufs – hellblau unterlegt – erreichte das Finale.
| Platz | Name              | Land | Zeit      |           |
| ----- | ----------------- | ---- | --------- | --------- |
| 1     | Stan Rowley       | AUS  | 11,0 s    |           |
| 2     | Norman Pritchard  | IND  | 11,0 s    | geschätzt |
| 3     | Clark Leiblee     | USA  | unbekannt |           |
| 4-6   | Charles Burroughs | USA  | unbekannt |           |
| 4-6   | Thaddeus McClain  | USA  | unbekannt |           |
| 4-6   | Frederick Moloney | USA  | unbekannt |           |

Das gesamte Teilnehmerfeld lag dicht beieinander, so dass Rowley nur mit fünf Zentimeter Vorsprung gewinnen konnte.

### Finale

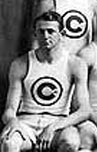
Olympiasieger Frank Jarvis

14. Juli 1900
Die Darstellungen in den verschiedenen Quellen stimmen für diesen Wettbewerb weitgehend überein. Lediglich auf der IOC-Seite sind mit Frederick Moloney und Norman Pritchard zwei weitere Finalteilnehmer benannt, ohne jedoch eine Platzierungs- oder Zeitangabe zu machen.
| Platz | Name             | Land | Zeit   |           |
| ----- | ---------------- | ---- | ------ | --------- |
| 1     | Frank Jarvis     | USA  | 11,0 s |           |
| 2     | Walter Tewksbury | USA  | 11,1 s | geschätzt |
| 3     | Stan Rowley      | AUS  | 11,2 s | geschätzt |
| –     | Arthur Duffey    | USA  | DNF    |           |

Zu Beginn führte Duffey, aber bei etwa 50 Metern erlitt er eine Sehnenüberdehnung, so dass er das Rennen abbrechen musste. Jarvis gewann mit einem halben Meter Vorsprung vor Tewksbury und Rowley, der einen weiteren Meter zurücklag.

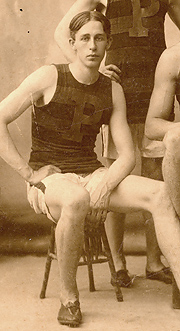
Der zweitplatzierte John Tewksbury
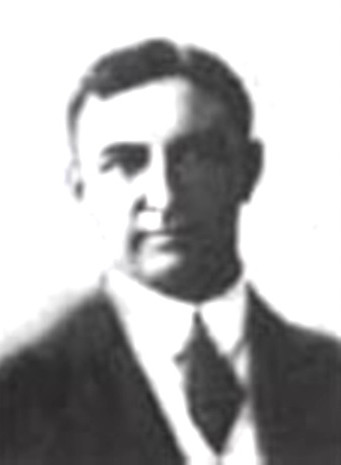
Stan Rowley – über den Hoffnungslauf für das Finale qualifiziert – kam auf den dritten Platz
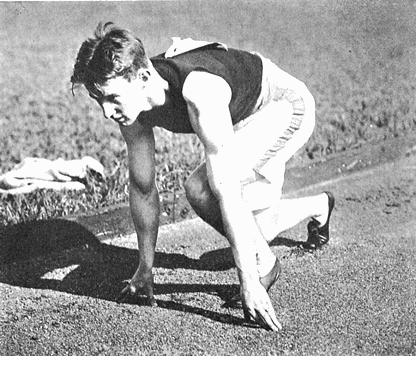
Arthur Duffey erreichte nicht das Ziel